# 模擬国連
模擬国連（もぎこくれん、英語: Model United Nations; MUN）とは、国連会議などの国際会議を主に中・高・大学生などが運営も含めてシミュレーションする教育・サークル活動。

## 概要
模擬国連は一人から二人（三人）が一国の大使を任され、特定の議題について担当国の政策や歴史、外交関係などに照らし合わせて、実際の国連における会議と同じように議論、交渉し、決議を採択することを目的とし、国際問題への理解や交渉術の深化を図る、世界中の学生によって行われている活動のことである。
会議によっては二人以上で一国を担当する、議題が設定されていない、決議を採択することを目的としない、国連以外の国際機関での会議、歴史上の過去の会議をシミュレートすることもある。
大学サークルとしての研究会・支部における通常活動が一般的だが、高校生を対象とした全日本高校模擬国連大会・全国高校教育模擬国連大会や大学生以外も参加出来る全国大会なども存在する。
全国の各研究会・支部、全国大会などの各事業の主催、協力を中心に活動している「日本模擬国連(JMUN)」が、日本における模擬国連普及活動の中心を担っている。

## 歴史
1923年、ハーバード大学における模擬国際連盟（Model League of Nations）の開催を起源とする。現在では世界中の高校・大学において授業で採用されたり学生の課外活動として行われたりしており、それと同時に毎年数え切れないほどの国際大会も開催されている。
日本においては欧米への留学から帰国した教員・学生により知られるようになり、次第に大学・高校の授業に採り入れられるようになった。1983年、組織化された最初の模擬国連団体「模擬国連実行委員会」が当時上智大学の教授であった緒方貞子（後に国連難民高等弁務官）顧問の下発足した。当初は毎年国連本部のあるニューヨークで開催されている「模擬国連会議全米大会（National Model United Nations Conference）」への日本代表団派遣が活動の中心であったが、その後日本各地で模擬国連団体ができ、それを統合する組織として関東では「模擬国連委員会」、関西では「関西模擬国連」が組織された。それら二つが統合されてできたのが現在日本の模擬国連活動の大部分を統括している「日本模擬国連(Japan Model United Nations, JMUN)」という組織である。現在北は北海道、南は沖縄県まで多くの大学生が模擬国連活動を行っており、総合的学習または探究学習の一環として中高生の授業で取り上げられるケースも増えている。

## 大学大会
模擬国連は大学サークルや学校の授業での活動以外に全国大会や国際大会が存在している。国内、国際に限らず模擬国連大会には基本的に予選や選考がなく、申し込みをした人は皆参加できるものがほとんど（後述する全米団派遣事業などの例外もある）。規模の大きな大会は議題の異なる複数の会議を同時に開催し、参加者はどの会議に参加するかを選択することができる。国内の全国大会では一つの会議の参加者は30人から100人程度。国際大会では200人や300人の参加者を擁する会議なども開かれる。

### 全国会議
日本国内では8月に開催される関西大会（KMUNC）、９月の九州サマーセッション（九州SS）、12月の全日本大会（All Japan Model United Nations, AJMUN）、3月の北陸大会の４つの全国大会がある。これらの大会は大学生に限らず高校生や社会人も参加可能。規模が最も大きい全日本大会では270人程の参加者が日本全国から集結する。

### 国際大会
年間100以上の国際大会が世界各地で開催されている。使用言語は英語。大きな国際大会になると参加者が3000人程になるものもある。

### 全米団派遣事業
日本では毎年、複数の選考プロセスにより選考された10名程の大学生を3～4月の全米大会（National Model United Nations、NMUN）に派遣している。選考された学生は能力養成プログラムでトレーニングを受けた後に渡米し、大会後は一年間の間、次年度の全米団派遣事業の運営を任される。渡米に際しては当派遣事業から資金的な援助がある。

## 大学研究会・支部

### 日本模擬国連
日本模擬国連代表部 (JMUN Office)

### 日本模擬国連東日本事務局
四ツ谷研究会、早稲田研究会、国立研究会、日吉研究会、駒場研究会、の５つに研究会からなる。

### 日本模擬国連西日本事務局
京都研究会、神戸研究会、北陸支部、九州支部、名古屋支部からなる。

### その他
その他にも、事務局に所属していない活動団体も存在しており、主に地方大学に通学している学生が結成したものである。例として、仙台模擬国連、長岡模擬国連、島根模擬国連、鳥取模擬国連などがあげられる。なお仙台模擬
国連に関しては、学生団体という位置づけではなく、ゼミとして模擬国連を行っている。近年、北海道や愛媛においても活動団体が発足している。名古屋支部に関しては、2017年12月をもって正式に加盟が認められた。

## 高校大会

### 全日本高校模擬国連大会
)
2007年第一回開催、以後毎年開催。上位入賞校は米国ニューヨークで開催される高校模擬国連世界大会への出場権を得る。日本の高校生にとっては事実上最高峰の会議である。模擬国連には珍しく予選会があり、500名ほどの参加希望者を予選会で絞りこみ、120名程度で実施。2022年度から予選大会も追加された。

### 全国高校教育模擬国連大会(AJEMUN)
2017年第一回開催、以後毎年開催。完全日本語の会議で、裾野を広げることを目的の一つにしている。オール日本語で企画・運営がほぼ高校生だけで開催されていることも特徴の一つ。
参加規模600名前後

### ローカル大会
全国各地で公募型の会議が主に強豪校によって定期的に開催されている。
東日本
桐蔭学園中等教育学校、駒場東邦中学校・高等学校、渋谷教育学園幕張中学校・高等学校、渋谷教育学園渋谷中学校・高等学校、大妻中学校・高等学校　浅野中学校・高等学校　海城中学校・高等学校
1. ↑  「組織案内｜日本模擬国連」

西日本
海陽中等教育学校、岐阜県立岐阜高等学校、名古屋中学校・高等学校、灘中学校・高等学校、西大和学園中学校・高等学校
上記の学校などによる公募型会議がたびたび開催されている。また、最近では新型コロナウイルスに影響され、オンライン上の活動も活発である。有志会議なども多く見られる。

### 高校 国際大会派遣事業
日本では毎年、全日本高校模擬国連大会に上位入賞した10名程の高校生を5月の米国ニューヨークで開催される世界高校生模擬国連大会に派遣している。選考された学生は渡米し大使として会議に参加する。渡米に際してはグローバルクラスルーム日本協会から資金的な援助がある。

### 活動をしている層
高校模擬国連は近年急速に裾野の広がりを見せ、教育の一環として模擬国連を取り入れる学校もある。基本的には中3から高1にかけて始める人が多数を占め、高2から始める人も珍しくない。ただし中高一貫校になると、ごく稀だが中1から始める学校も存在する。しかし、上記にもある通り、全日本高校模擬国連大会が最高峰の舞台のため、そこに出場可能な高1高2が高校模擬国連全体の軸を担っていることが多く、カウントとしては2年ずつで世代が括られていく。高3になると大学受験のために引退することが多いが、模擬国連のフロントとして残り続ける人もいる。

## 用語

### 会議用語
アウトオブアジェンダ (Out of Agenda)議場における議論の内容で、今会議では話すことが不適切と判断されるもの。不適切だと判断された場合には、その内容を議場で話し合うことはできなくなり、決議案からも削除される。原則として、この判断は会議監督によってなされるものではあるが、議場で大使から指摘があった場合には議論の対象となっている大使との交渉が必要となる。
アジャーン (Adjourn)会期を終了する動議の呼称。
アメンド (Amendment)修正案。決議案が公式になった後、提出期限までに各国大使と交渉しあい、決議案の文言に変更・削除を加えたものを言う。尚、アメンドには提案国すべての支持を得た友好修正案と全提案国の支持を得ていない非友好修正案の2種類が存在する。
オブザーバー (Observer)会議には参加するが、投票権を有さない参加者。バチカン市国やパレスチナなど国連オブザーバー国や国連加盟国国連機関が主。
会議監督 (Director)議題の設定から会議細則、参加国などを決める。アウトオブアジェンダ等の判断が委ねられる。「ディレク」とも呼ばれる。
会議細則会議中にしてはいけないこと等を記載したルール。論点や挙げてよい動議等も記されている。
棄権 (Abstention)投票行動の一つ。「アブステ」と略される。
議長 (Chairperson)議場の議事進行を司る。「チェア」とも呼ばれる。公式な場の議場では議長の指名がなければ発言することはできない。また、議場に混乱や膠着状態が発生し、円滑に会議が進行できないと議長が判断した際に行使される権限を議長裁量と呼ぶ。
グループ会議で複数の国によって構成される集団。政策の似た国々が作る政策グループ、所属する地域機構が同じ国々や同じ地域の国々が作る地域グループ、どの決議案の文面の調整に関わっているかで形成されるやや事務的ではあるDRグループなどが主。グループを形成することを「グルーピング」と言う。
決議案 (Draft Resolution)各国大使の主張を文言化して記載したもの。これを基にアメンド交渉などが行なわれる。
公式討議 (Formal Debate)議長が議事進行を行ない、各国大使がスピーチを行なう。発言は発言録に記録され、国際世論に公表される。「フォーマル」と略される。
コーカス (Caucus)会合の一時停止の動議によって行なわれる休憩時間のこと。すべての大使はこの間席を立って移動し、自由に話をすることができる。
コンセンサス (Consensus Adoption)無投票採択。積極的反対がない場合にのみ用いられる採択方法。法的拘束力はないが反対の立場を明確にしていないため、道義的拘束力が強い。
コンバイン (Combine)２つ以上の決議案を交渉の結果１つにまとめること。
シグナトリー (Signatory)署名国のこと。スポンサーとは異なり、決議案に記載された文言に対して説明責任を負わない。「シグ」と略される。
スピーカーズ・リスト (Speakers' List)発言者名簿のこと。議長が募集をかけ、これの則った順に公式スピーチを行なう。
スポンサー (Sponsor)決議案の提案国。決議案に記載された文言に対して説明責任を負う。「スポ」と略される。
大使 (Delegate)会議の参加者で、決議案の作成など行なう者。
動議 (Motion/Point)文言提出、会議の停止・終了など、会議中の議事進行に伴い各国大使が挙げる提案。原則として、公式討議中の各国大使のスピーチの前後に議長が動議を募集し、指名されてから動議内容を述べる。大会によっては募集国数を指定しているものもある。
ネゴシエーションペーパー (Negotiation Paper)
各国大使が自国の主張や議事進行に関しての意見を記述し、議場に公表するもの。
バックグラウンド・ガイド (Background Guide)会議監督、または会議監督が委託した者、スタッフ等が執筆する。設定会議までに至る背景、各グループの大まかな意見からリサーチソースまで、会議をするにあたっての必要最低限の知識が掲載されている。
非公式討議 (Informal Debate)各国大使が着席し、議事進行を議長、もしくはインフォーマル動議を挙げた国に任せ、交渉や全体での話し合いがなされる。「インフォーマル」と略される。
秘書官 (Secretary)原則として発言を許されずにワーキングペーパーや決議案を印刷し、配布する役割を担う。
フロント (Front)会議監督、議長、秘書官の3役職の総称。議場において中立な立場を守る義務があり、決議案の提出先となる。
モデ (Moderated Caucus)会議を停止させた上で、コーカスの時間中に非公式討議の形態で交渉を行なう。
文言 (Tenor)各国大使の主張を反映した文章を指す。前文と主文から構成される。
ワーキングペーパー (Working Paper)
DR提出のための十分な国数が集まらなかったときに出す決議案。ただし、決議に持ち込むことはできない。

### その他
新メン、旧メン、老メン、神メン: 模擬国連会員は活動年数によって呼び方が異なる。そのため、活動1年目のメンバーは「新メン」、2年目は「旧メン」、3年目は「老メン」、4年目以降は「神メン」と称される。

## 著名なOB・OG

### 学術・教育
- 緒方貞子 - 日本における模擬国連活動の創始者。元国連難民高等弁務官
- 星野俊也 - 大阪大学副学長。大阪大学大学院国際公共政策科教授（元国連日本政府代表部参事官）
- 吉村祥子 - 関西学院大学国際学部教授
- 久保田徳仁 - 防衛大学校国際関係学科・総合安全保障研究科准教授
- 多湖淳 - 神戸大学大学院法学研究科准教授
- 砂原庸介 - 大阪市立大学法学部准教授
- 弓削昭子 - 法政大学法学部国際政治学科教授で四ツ谷研究会の顧問。元国連開発計画(UNDP)駐日代表兼総裁特別顧問

### 政治家
- 清水勇人 - 埼玉県さいたま市市長

### 国連
- 中満泉 - 国際連合事務次長・軍縮担当上級代表
- 山下真理 - 国連広報センター所長

### NGO
- 鬼丸昌也 - 特定非営利活動法人テラ・ルネッサンス代表